# 밥 빌런
밥 빌런(Bob Vylan)은 런던을 기반으로 활동하는 잉글랜드 펑크 듀오로, 그라임, 펑크 록, 힙합의 요소를 결합한 스타일을 연주한다. 바비(Bobby) 빌런은 보컬과 기타를 맡고, 바비(Bobbie) 빌런은 밴드의 드러머이다. 두 멤버는 사생활 보호를 위해 예명을 사용하며, 스스로를 "더 밥스"(the Bobs)라고 부른다.

## 역사
이 밴드는 2017년 입스위치에서 보컬/기타리스트 바비(Bobby) 빌런과 드러머 바비(Bobbie) 빌런에 의해 결성되었다. 첫 콘서트는 그로부터 단 2주 후에 열렸다.
밴드 결성 첫 해에 밥 빌런은 밴드 자체 레이블인 고스트 시어터를 통해 4개의 싱글과 2개의 EP(《Dread》, 《Vylan》)를 발매했다. DIY 원칙에 따라, 뮤지션들은 직접 자신들의 앨범을 다양한 음반점에 배달하고 자신들의 공연을 예약했다.
2020년 8월 7일, 밴드는 데뷔 앨범인 《We Live Here》를 발매했다. 밥 빌런은 이후 오프스프링과 비피 클라이로의 오프닝 공연을 맡으며 투어를 진행했고, 2021년 리딩 앤 리즈 페스티벌에서 공연했다.
2022년 4월 22일, 밴드는 두 번째 스튜디오 앨범인 《Bob Vylan Presents the Price of Life》를 발매했으며, 이 앨범은 영국 음반 차트에서 18위에 올랐다.
2023년 10월 27일, 밴드는 세 번째 스튜디오 앨범인 《Humble as the Sun》에서 두 개의 싱글을 발매했다. 이 앨범은 2024년 4월 5일에 발매되었다.
2025년 6월 2025 글래스톤베리 페스티벌에서 밥 빌런은 팔레스타인의 국기를 흔들고 "IDF에게 죽음을"과 "지옥에나 가라, 강에서 바다까지, 팔레스타인은 반드시, 인샬라 자유로워질 것이다!"라고 외쳤는데, 이는 논란이 되는 가자 학살을 언급한 것이었다. BBC 대변인은 이 공연이 BBC iPlayer에서 제공되지 않을 것이라고 말했다.

## 음악 스타일

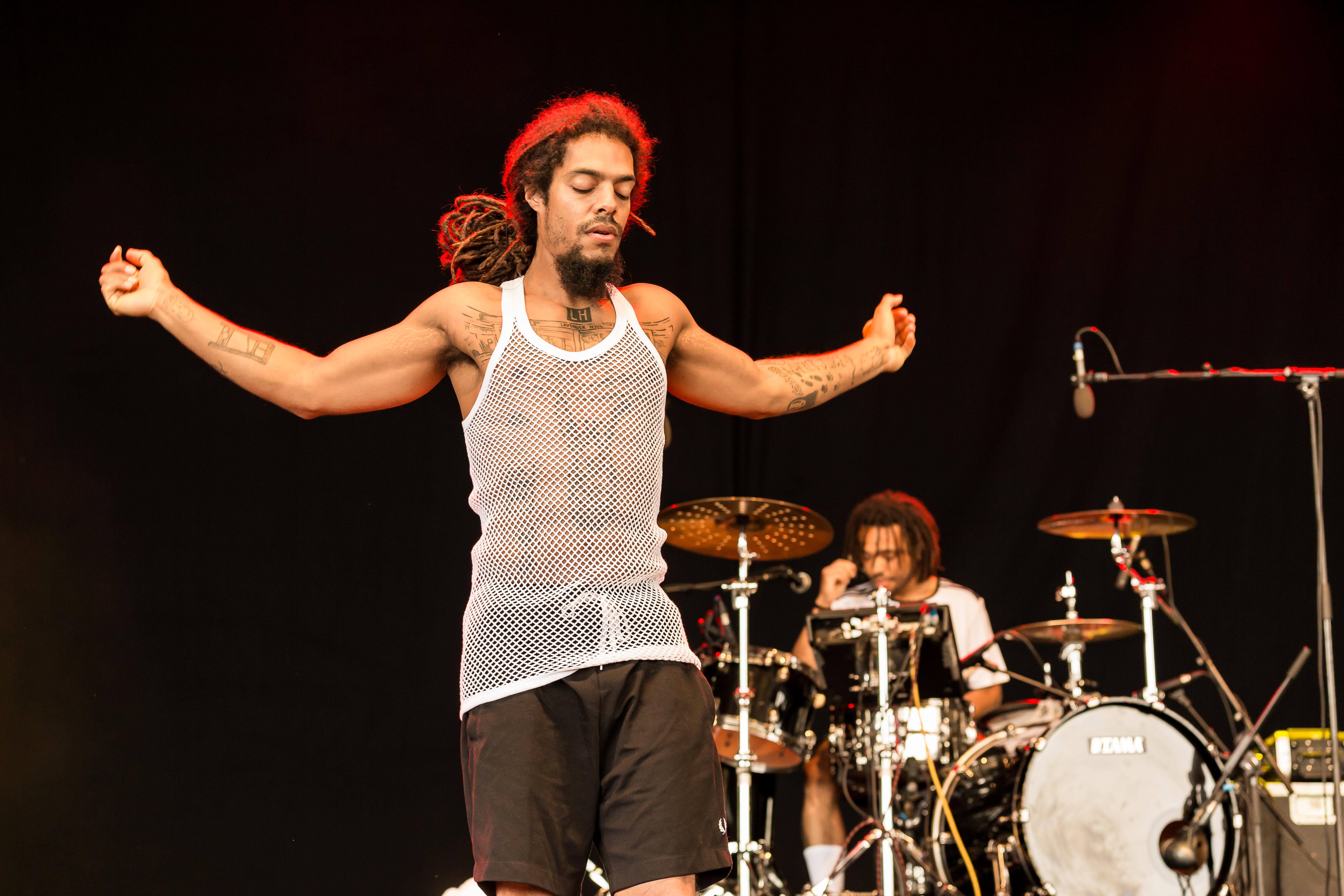
독일 페로폴리스에서 열린 풀 포스 2022의 밥 빌런.

밥 빌런은 그라임 랩과 펑크 록을 결합한다. 보컬 바비(Bobby) 빌런은 랩, 그라임, 펑크, 인디 록을 들으며 자랐다. 기타를 배운 후, 그는 자신의 모든 음악적 영향을 음악에 담고 싶어 했다. 그들의 음악은 바비(Bobby)의 자메이카 혈통에 대한 헌사로 자메이카 장르의 영향도 받는다. 앨범 《The Price Of Life》의 "Wicked and Bad"와 "Health Is Wealth"는 댄스홀과 레게 요소를 포함한다.
그들의 음악은 또한 《We Live Here》의 "Intro"와 Price of Life의 "Interlude"처럼 스포큰 워드 시의 요소도 포함한다.
섹스 피스톨즈의 조니 로튼과 아칼라는 그들의 음악적 영향으로 언급된다. 래퍼 디지 래스컬, 스톰지, 스켑타는 특히 바비(Bobby) 빌런이 언급하는 영향이다.
미국 잡지 얼터너티브 프레스는 아들레스, 피버 333 및 턴스타일 팬들에게 밥 빌런을 추천했다.
영국 잡지 케랑!의 이안 윈우드는 밥 빌런을 2022년 영국에서 가장 흥미롭고 중요한 펑크 밴드라고 평가했다.

## 음악적 주제 및 영향
가사에서 흔히 발견되는 주제는 인종차별, 경찰 폭력, 불평등한 소득 분배, 건강한 음식 접근성, 젠트리피케이션, 정신 건강, 부성애, 후기 자본주의, 동성애 혐오, 유해한 남성성, 영국의 정치적 위선, 제약 산업과 같은 사회적, 정치적 문제이다. 유럽에서 흑인 남성으로 살아가는 고난이라는 주제는 모든 앨범에서 반복적으로 등장하며, 흑인 남성의 정신 건강 문제, 흑인 공동체의 빈곤에 기여하는 제도적 인종차별, 경찰의 위협, 자녀를 위협하는 세상에서 흑인 부모로 살아가는 어려움 등을 포함한다. 2024년 DIY 매거진과의 인터뷰에서 리드 보컬 바비(Bobby)는 자신의 가사적 영향의 대부분을 고(故) 휘트니 휴스턴에게 돌렸고, 드러머 바비(Bobbie)는 "휘트니는 제가 어렸을 때 저에게 전부였습니다"라고 덧붙였다.
가이아나의 학자이자 반식민지 운동가인 월터 로드니는 "Walter Speaks"와 "Health Is Wealth"에 등장한다.
그들의 예명에도 불구하고, 이 듀오는 밥 딜런을 음악적 영향으로 언급하지 않는다.

## 음반 목록

### 음반
- Vylan(2017년)
- Dread(2019년)
- We Live Here(2020년)
- Bob Vylan Presents the Price of Life(2022년)
- Humble as the Sun(2024년)[4]